# Noordelijk kampioenschap hockey heren 1938/39
Het Noordelijk kampioenschap hockey heren 1938/39 was de 11e editie van deze Nederlandse veldhockeycompetitie. 
Groningen werd wederom kampioen van het noorden. De overmacht was minder groot dan het vorige seizoen hoewel Groningen productiever was dan ooit een vereniging in de strijd om het noordelijke kampioenschap was geweest. LHC eindigde verrassend op de tweede plaats na jarenlang niet verder te zijn gekomen dan de middenmoot. GHBS eindigde voor het derde opeenvolgende seizoen op de derde plek  

## Promotie en degradatie
MHV uit Meppel eindigde na drie kampioenschappen op rij en de promotie van vorig jaar op de laatste plaats in de promotieklasse. Het wist de promotie/degradatiewedstrijden te winnen tegen MHC Dash uit Hoogezand, de nummer twee uit de tweede klasse A (kampioen Groningen III kwam niet in aanmerking voor promotie) en HSF, kampioen van de tweede klasse B. In de derde klasse werd het vijfde elftal van Groningen kampioen.

## Eindstand Promotieklasse
| pos | club      | gs | w | g | v | pnt | dv | dt | ds  |
| --- | --------- | -- | - | - | - | --- | -- | -- | --- |
| 1.  | Groningen | 12 | 9 | 1 | 2 | 19  | 48 | 12 | +36 |
| 2.  | LHC       | 12 | 6 | 3 | 3 | 15  | 27 | 19 | +8  |
| 3.  | GHBS      | 12 | 6 | 2 | 4 | 14  | 21 | 23 | -2  |
| 4.  | Rap.      | 12 | 2 | 7 | 3 | 11  | 16 | 22 | -6  |
| 5.  | HVA       | 12 | 4 | 1 | 7 | 9   | 21 | 30 | -9  |
| 6.  | HCW       | 12 | 3 | 4 | 6 | 8   | 16 | 32 | -16 |
| 7.  | MHV       | 12 | 3 | 2 | 8 | 6   | 12 | 23 | -11 |

MHV en HCW twee punten aftrek wegens niet opkomen
1928/29 · 1929/30 · 1930/31 · 1931/32 · 1932/33 · 1933/34 · 1934/35 · 1935/36 · 1936/37 · 1937/38 · 1938/39 · 1939/40 · 1940/41 · 1941/42 · 1942/43 · 1943/44 · 1944/45 · 1945/46 · 1946/47 · 1947/48 · 1948/49 · 1949/50 · 1950/51 · 1951/52 · 1952/53 · 1953/54 · 1954/55 · 1955/56 · 1956/57 · 1957/58 · 1958/59 · 1959/60 · 1960/61 · 1961/62 · 1962/63 · 1963/64 · 1964/65 · 1965/66 · 1966/67 · 1967/68 · 1968/69 · 1969/70 · 1970/71 · 1971/72 · 1972/73